# Jorge Alberto Suárez
Jorge Alberto Suárez (29 de juliol de 1927 - 24 de febrer de 1985) va ser un lingüista argentí especialitzat en llengües indígenes mexicanes. Va néixer a Villa María, a la província de Còrdova, a l'Argentina, i es va formar a Buenos Aires, primer com a professor d'institut. Juntament amb la seva primera esposa, Emma Gregores, del 1959 al 1961 va acabar el doctorat a la Universitat de Cornell, estudiant amb Charles Hockett. El 1968 va publicar el seu primer llibre, una gramàtica de la llengua guaraní, coescrit amb Emma Gregores, una reelaboració de la seva tesi doctoral. Posteriorment, va ensenyar a Argentina fins al 1969, quan es va traslladar a Mèxic, on es va casar amb la lingüista mexicana Yolanda Lastra, la seva segona esposa. A Mèxic es va dedicar a l'estudi de les llengües indígenes mexicanes, treballant conjuntament amb la seva dona, va dur a terme nombroses enquestes dialectològiques del nàhuatl i va realitzar un treball de camp en profunditat de la llengua tlapaneca (Me'phaa), escrivint la primera gramàtica completa. de la llengua. El 1983 va publicar un llibre molt influent sobre llengües mesoamericanes.. També va ser editor de la sèrie monogràfica Archivo de Lenguas Indígenas de México.
A Mèxic va estar afiliat a El Colegio de México (1969–1972), al departament de lingüística de l'Instituto Nacional de Antropología e Historia (1972–1975), la Universidad Nacional Autónoma de México (1975–1983) i novament al Colegio de México (1983–1984).

## Obra selecta
- Jorge A Suárez and Emma Gregores. 1968. A description of colloquial Guarani. Hague: Mouton
- Jorge A. Suárez. 1974. South American Indian languages. Encyclopaedia Britannica, 15th edition, Macropaedia 17. 105–112.
- Jorge A. Suárez. 1983a. The Mesoamerican Indian Languages. Cambridge: Cambridge University Press.
- Jorge A. Suárez. 1983b. La lengua tlapaneca de Malinaltepec. México: UNAM.